# Yihunilign Adane
Yihunilign Adane (29 febbraio 1996) è un maratoneta e mezzofondista etiope.

## Palmarès
| Anno | Manifestazione    | Sede      | Evento        | Risultato | Prestazione | Note                          |
| ---- | ----------------- | --------- | ------------- | --------- | ----------- | ----------------------------- |
| 2013 | Mondiali di cross | Bydgoszcz | Corsa U20     | 13º       | 22'33"      |                               |
| 2013 | Mondiali di cross | Bydgoszcz | A squadre     | Oro       | 23 p.       |                               |
| 2013 | Mondiali juniores | Eugene    | 10000 m piani | 6º        | 28'54"84    | Miglior prestazione personale |
| 2015 | Mondiali di cross | Guiyang   | Corsa U20     | 7º        | 24'05"      |                               |
| 2015 | Mondiali di cross | Guiyang   | A squadre     | Argento   | 33 p.       |                               |

## Altre competizioni internazionali[1]
2016
- 11º alla Maratona di Dubai ( Dubai) - 2h09'48"
- 4º alla Maratona di Seul ( Seul) - 2h09'58"

2017
- Argento alla Maratona di Beirut ( Beirut) - 2h10'50"
- 9º alla Maratona del lago Biwa ( Ōtsu) - 2h12'33"
- 7º alla Maratona di Lanzhou ( Lanzhou) - 2h14'08"

2018
- 5º alla Maratona di Beirut ( Beirut) - 2h13'11"

2019
- Bronzo alla Maratona di Roma ( Roma) - 2h09'53"
- Oro alla Maratona di Hefei ( Hefei) - 2h10'06"

2020
- 6º alla Maratona di Dubai ( Dubai) - 2h06'22"

2021
- Bronzo alla Maratona di Lisbona ( Lisbona) - 2h07'53"

2022
- Oro alla Maratona di Toronto ( Toronto) - 2h07'18"
- Oro alla Maratona di Barcellona ( Barcellona) - 2h05'53"

2023
- Oro alla Maratona di Ottawa ( Ottawa) - 2h08'23"